# ای‌ئی‌ای
ای‌ئی‌ای (انگلیسی: AEA) شرکت سرمایه‌گذاری آمریکایی است، که در سال ۱۹۶۸ تأسیس شد.